# 九江兵变
九江兵变，是在1922年8月2日下午，江西九江驻军因军饷问题而爆发的一场兵变。

## 兵变经过
北洋军九江驻军第一团长期欠饷，引起士兵之强烈不满。1922年8月，士兵公推代表向团长伍金榜，炮兵营长陈文信催要军饷，并威胁要发动兵变。伍金榜，陈文信立即向赣北镇守使吴金标报告。吴金标迅速多方筹集了一万多元，充作7月份军饷下发。但是扣除各种费用，伙食后，每个士兵仅得一元。8月2日下午，士兵愤而不要粮饷，发动兵变。
首先哗变的是第一团第五连和第八连的士兵，变兵脱下军装，取出武器，齐集校场喧哗闹事。随后便以校场为中心散开抢劫，九江全城骚动。随后炮兵营响应，但由于炮兵缺乏武器，炮兵营变兵随后逃散。
当时驻军赣北的北洋军阀蔡成勋闻讯后立即出兵镇压，并严令九江及附近各县，遇到变兵一律就地格杀勿论，随后抓回20多人。其余变兵基本逃散，炮兵营则全员逃散，仅剩火炮。
此次兵变抢劫九江商铺146间，其中被焚烧，毁坏109间，经济损失高达400多万银元